# Boîte à rythmes
Pour les articles homonymes, voir Boîte.

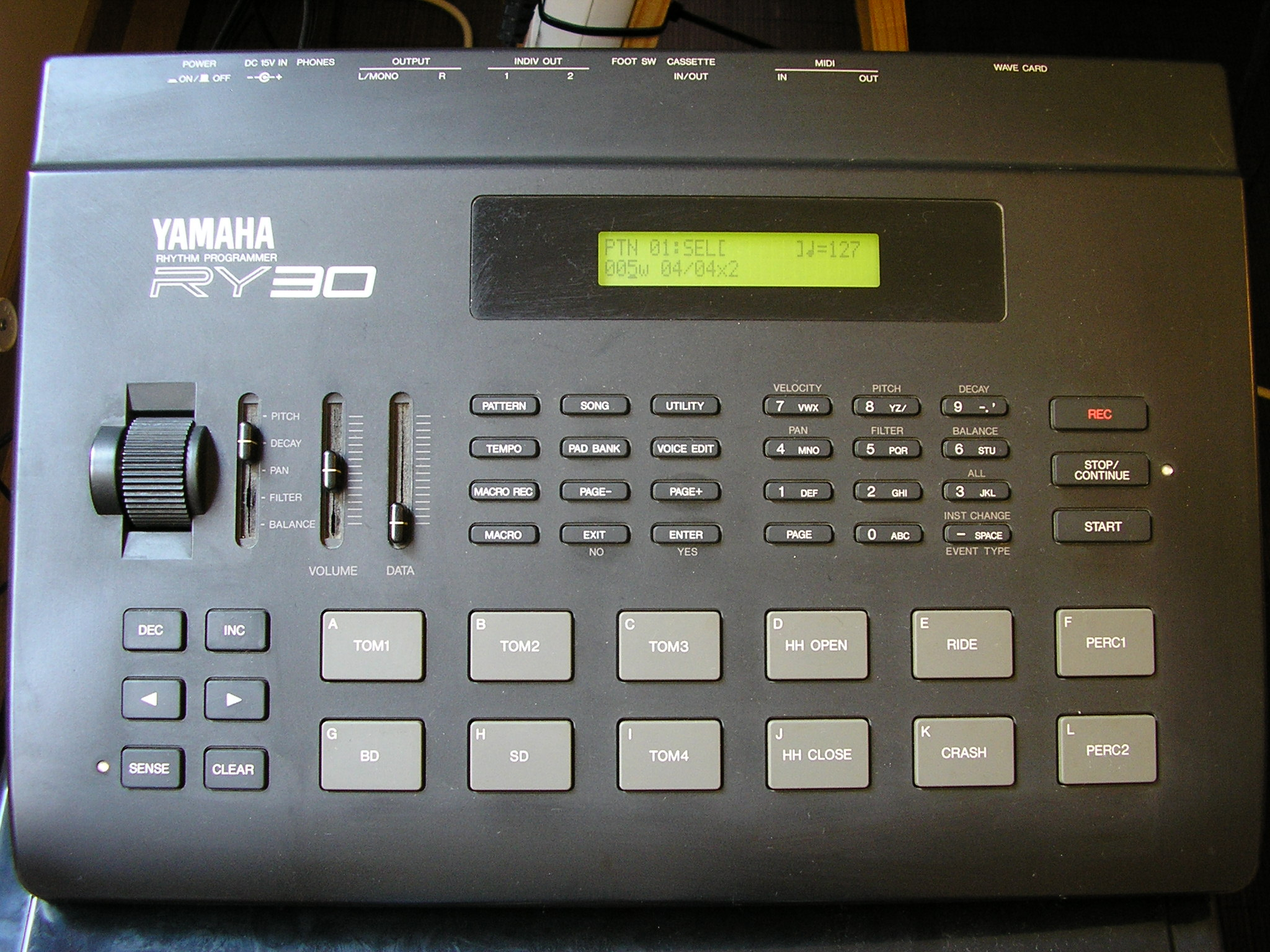
Boîte à rythme Yamaha RY30.

Une boîte à rythmes est un instrument de musique électronique destiné à produire des rythmes de batterie et de tout autre son percussif. Les boîtes à rythmes les plus anciennes ou les plus simples ne reproduisent que des styles préprogrammés. Les boîtes à rythmes permettant à l'utilisateur de créer sa propre rythmique grâce à un séquenceur intégré se généralisent dès le début des années 1980. Certaines d'entre elles peuvent aussi jouer des lignes de basse.

## Fonctionnement et caractéristiques
Une boîte à rythme est la combinaison d'un séquenceur et d'un ou plusieurs générateurs de sons.
La fonction du séquenceur est de répéter et faire jouer en boucle un motif rythmique, programmé sur au moins une mesure, ou beaucoup plus pour des motifs plus variés. L'interface courante de programmation du motif est une suite de commandes représentant des « pas », le pas étant la plus petite subdivision de la mesure dans le temps suivant la signature rythmique sur lequel une sonorité peut être placée. L'utilisateur a la possibilité d'activer le jeu d'une percussion à chaque pas, mais sans contrôler la durée de la note, la tenue étant propre au son lui-même.
Les générateurs de son permettent de produire des sons de percussions, avec des options de réglages dépendant de l'appareil : de simples échantillons fixes aux synthétiseurs de percussions. Les sons sont généralement organisés en « kit » suivant un genre musical particulier (batterie rock, jazz, électronique, percussions latines, etc.).
Certains instruments électroniques comprennent une boite à rythmes. Le développement de la MAO a induit la création de boîtes à rythmes virtuelles.

## Histoire

### Premières machines

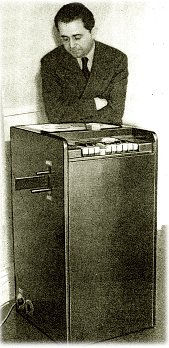
Le Rhythmicon (1932) et Joseph Schillinger, un professeur de musique.

En 1930 et 1932, l'innovant, quoique difficile à prendre en main, Rhythmicon est lancé par Leon Theremin à la demande d'Henry Cowell, qui cherchait un instrument sur lequel il pouvait jouer ses compositions à l'aide de plusieurs patterns rythmiques. L'appareil pouvait produire seize rythmes différents, chacun associé à une hauteur particulière, joués individuellement ou en même temps. Intronisée auprès du public en 1932, le Rhythmicon est rapidement mis de côté par Cowell et oublié pendant des décennies. Les générations de boîtes à rythmes suivantes jouent des rythmes préprogrammés comme le mambo, le tango, ou la bossa nova.
En 1957, le californien Harry Chamberlin conçoit une boucle sonore basée sur la boîte à rythmes appelée Chamberlin Rhythmate. En 1960, Raymond Scott lance le Rhythm Synthesizer et, en 1963, une boîte à rythmes appelée Bandito the Bongo Artist. Les machines lancées par Scott sont utilisées en 1964 pour l'enregistrement de l'album Soothing Sounds for Baby. En 1959, Wurlitzer fait paraître une boîte à rythmes électro-mécanique appelée Sideman, la première boîte à rythmes jamais commercialisée. Le Sideman offre un choix de 12 patterns rythmiques générés électroniquement à tempo variable. Le son est produit à l'aide de tubes à vide qui créent 10 types de sons électroniques.
Dans les années 1960, le fabricant Gulbransen (plus tard acquis par Fender) collabore avec le fabricant d'équipement musical automatique Seeburg Corporation, et font paraître les boîtes à rythmes Rhythm Prince (PRP). Plus tard en 1964, Seeburg invente un générateur compact de patterns rythmiques électronique à l'aide d'une « matrice à diode » et une boîte à rythmes électronique avec patterns préprogrammés est commercialisée sous le nom de Select-A-Rhythm (SAR1),.

### Boîte à rythmes programmable
En 1972, Eko produit à quelques dizaines d'exemplaires le ComputeRhythm (1972), une des premières boîtes à rythmes programmables. En 1975, Ace Tone fait paraître le successeur de la série Rhythm Ace, le Rhythm Producer FR-15, qui possède la capacité de modifier les rythmes préprogrammés. Une autre boîte à rythmes, le PAiA Electronics (PAiA) Programmable Drum Set est lancée en 1975, et est également l'une des premières boîtes à rythmes programmables.

### Roland TR-808 et TR-909

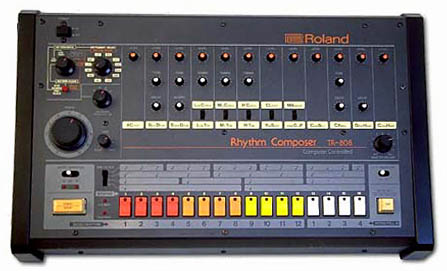
Roland TR-808 Rhythm Composer (1980).

La Roland TR-808, boîte à rythmes entièrement programmable devenue célèbre, est lancée en 1980. Sa technologie se base notamment sur la synthèse analogique pour produire les sons. Elle est initialement utilisée par Yellow Magic Orchestra l'année de sa parution ; le groupe Genesis l'utilise également sur son album Duke de la même année puis elle gagne en popularité grâce aux chansons Sexual Healing de Marvin Gaye, In the Air Tonight de Phil Collins et Planet Rock d'Afrika Bambaataa en 1982. La TR-808 ainsi que son successeur la TR-909 (lancée en 1983), seront significativement utilisées quelques années plus tard dans les scènes émergentes des genres underground dance, electro, house, techno, RnB et hip-hop, de par leurs prix devenus très abordables sur le marché de l'occasion (comme les machines Linn) et le caractère unique des sons analogiques, qui incluent cinq types uniques de percussions : « le hum kick, le ticky snare, les tishy hi-hats (ouverts et fermés) et le spacey cowbell » .

## Boîtes à rythmes notables
Les modèles de boîtes à rythmes suivants sont ou ont été des références :
- Roland : TR-505, TR-606, TR-626, TR-707, TR-727, TR-808 et TR-909
- Yamaha série RX : RX-5 et RX-11
- Linn Drum LM-1
- Oberheim : DMX
- Alesis HR-16